# 볼라퓌크 인코딩
볼라퓌크 인코딩(кодировка "воляпюк" or "волапюк", kodirovka volapyuk)은 키릴 문자들을 라틴 문자로 표시하는 방법에 대한 속어이다.

## 역사
초기에 인터넷에서 전자우편 메시지를 보내는 데 많이 사용되었고, 키릴 문자 글꼴을 사용할 수 없는 러시아 컴퓨터에서 사용되었다. 또한 키릴 문자가 새겨져 있지 않은 키보드를 사용하거나 수신자에게 키릴 문자 글꼴이 없을 것 같을 때 사용되었다. 이 상황은 초기의 다양한 러시아어 인코딩이 서로 호환 불가능했기 때문에 발생했다. 몇몇 러시아 메일 서비스 업체들의 외국으로 보내는 전자 우편의 문자 인코딩 옵션이 다음과 같았다.
```
   MIME/BASE64, MIME/Quoted-Printable, volapuk, uuencode
```

이 이름은 볼라퓌크 인공어에서 왔다. 두 가지 이유 중 하나는 이렇게 쓴 키릴 문자 문서들이 볼라퓌크처럼 수상하거나 우습게 보였고, 또 하나는 볼라퓌크라는 단어가 러시아 사람들에게 웃기게 들렸기 때문이다. 볼라퓌크가 영어를 기반으로 했지만 그 자체가 영어 같지 않았기 때문이란 것도 알아 둘 필요가 있다.
1990년대 후반에는 러시아 내 인터넷 인구의 증가와 소프트웨어 및 인터넷 서비스 공급자의 도움으로 인코딩 문제가 해결되었다. 하지만 휴대폰이 보급되면서 문제가 다시 생겼다. 2001년이 되기까지 대부분의 러시아에서 구할 수 있는 휴대폰은 키릴 문자로 문자 메시지를 보낼 수 없었다. 이 문제는 이후 몇 년간 개선되었으며 현재 러시아의 휴대폰들은 키릴 문자로 문자 메시지를 보낼 수 있다.
하지만 현재도 볼라퓌크 인코딩은 인기가 있다. 키릴 문자는 2바이트 문자로 간주되었기 때문에 휴대폰으로 보낼 때는 비용이 두 배나 들었다. 비용 문제 때문에 볼라퓌크로 쓰는 것은 더욱 더 일반화되었으며 복잡해졌다. 최근에는 러시아어 단어를 더 짧은 영어 단어로 바꾸기도 한다.

## 규칙
볼라퓌크는 정확한 규칙이 없다. 예로, 러시아어에서 대응하는 문자가 없는 라틴 문자 X와 Y로 키릴 문자 Х (Kha)와 У (U)를 나타낸다. 또한 Р (Er)대신 P 문자를 쓰기도 한다. 대개의 경우 R이라고 쓸 것을 예상한다. 그 결과로 문자열은 웃기고 읽기 힘들게 된다.
몇몇 사람들은 키릴 문자를 소리가 같은 라틴 문자로 바꾸기도 한다. 이때 충돌이 생길 수도 있다. 예로, 키릴 문자 П(Pe), Р(Er)을 P와 R로 바꾸기도 한다.
라틴 문자와 키릴 문자가 똑같이 생기고 소리가 같은 것은 E, T, O, A, K, M, 그리고 가끔씩 C이다. 모양만 같은 문자는 Y, P, H, X, B, 그리고 가끔씩 C이다. 몇몇 트릭들은 'ь'를 'b'로, 'я'를 'q'로, 그리고 'Ы'를 두 글자 'b!'로, 'Ж'를 세 글자 '}|{'로 쓴다. 그 외에도 숫자들을 사용해서 비슷한 키릴 문자를 나타내기도 한다. 예로 '4'를 Ч (Che) 대신, '9'를 Я (Ya) 대신, '3'을 З (Ze) 대신 쓴다.

## 예제
- Soviet Union (영어)
- SOVETSKIY SOYUZ (로마자화)
- СОВЕТСКИЙ СОЮЗ (키릴 문자)
- COBETCKIJ COIO3 (고급 볼라퓌크)

### 문자 메시지 예제
- Hi Natasha, tell everyone that I'm not going to come. Let's meet on Saturday, 7PM. I love you. (영어)
- Privet, Natasha. Skazhi vsem, chto ya ne pridu. Davay vstretimsya v subbotu v 7 vechera. Ya lyublyu tebya. (로마자화)
- Привет, Наташа. Скажи всем, что я не приду. Давай встретимся в субботу в 7 вечера. Я люблю тебя. (키릴 문자)
- Xai Hat! Skazu bcem 4to 9 ne npudy. Dabau bctpetumc9 B cy66omy B 7 ve4era. 9 lav tebya. (고급 볼라퓌크-메시지를 70글자 이하로 줄이기 위한 기술)

## 같이 보기
- 리트
- 외계어